# ماکس استروس
ماکس استروس (انگلیسی: Max Strus؛ زادهٔ ۲۸ مارس ۱۹۹۶) بازیکن بسکتبال اهل ایالات متحده آمریکا است.
از باشگاه‌هایی که در آن بازی کرده‌است می‌توان به بوستون سلتیکس و شیکاگو بولز اشاره کرد.